# لیمنیا
لیمنیا (به لاتین: Limnia) یک منطقهٔ مسکونی در قبرس شمالی است که در ناحیه غازی ماغوسا واقع شده‌است.